# Lepanthes maxonii
Lepanthes maxonii är en orkidéart som beskrevs av Rudolf Schlechter. Lepanthes maxonii ingår i släktet Lepanthes och familjen orkidéer. Inga underarter finns listade i Catalogue of Life.